# Russisk vin
Russisk vin er vin produceret i den russiske føderation, hvori områderne omkring Sortehavet – Krasnodar-regionen især – men også Rostov ved Don, Stavropol, Kabardino-Balkaria og Dagestan ved det Kaspiske hav – er mest kendt og står for 95 % af produktionen. Rusland har disse kontrollerede appellations som henviser til følgende druesorter: Tsimlyanski Cherny, Sibirkovy, Plechistik, Narma og Güliabi Dagestanski.
Vilde druer har i tusinder af år groet omkring Sortehavet, det Azovske hav og det Kaspiske hav, hvor udgravninger viser kultivering af vin og handel med vin gennem de oldgræske byer ved Sortehavet – Phanagoria og Gorgippia.
Klimaet i de sydrussiske områder med megen sommersol egner sig til produktion af kvalitetsdruer selvom de allernordligste egne omkring Rostov kan generes af hård vinterkulde. Den moderne produktion blev påbegyndt i midten af 1800-tallet, hvor man udviklede produktionen af mousserende vin, som stadig føres videre af den kendte Abrau-Durso vingård. Senere udviklede man produktionen af søde bordvine og dessertvine. I de senere år har man lagt mere vægt på produktionen af tørre kvalitetsvine på basis af internationale kendte druesorter som Cabernet Sauvignon, Chardonnay og Riesling uden at glemme udviklingen af de traditionelle duesorter som Aligote, Merlot, Muscat, Plavai, Separavi og Traminer.